# Енгалычево
 Енгалычево  — село в Дубёнском районе Мордовии, административный центр Енгалычевского сельского поселения.

## География
Находится на расстоянии примерно 12 километров по прямой на юго-юго-восток от районного центра села Дубёнки, расположено на южной окраине Дубёнского района, по обоим берегам речки Лаша, левого притока Суры. 

## История
Село Енгалычево основано в 1624 году. 
При создании в 1780 году Симбирского наместничества село Енгалычево (в то время называлось Ангалычево) из Алатырского уезда вошло в Котяковский уезд. Кроме Енгалычево рядом находились: деревня Алмешевка (Барашево) и село Болятино.
В 1820 году центре с. Енгалычево была построена новая каменная церковь «Всех скорбящих радости» в стиле русского классицизма. Престолов в нём три: главный (холодный) в честь иконы Матери "Всех скорбящих радости" и в приделах (теплый): в правом — во имя Архистратига Божия Михаила и в левом — во имя Святителя и Чудотворца Николая.
На 1859 год владельческое село Енгалычево (в село вошли: Барашево, Болятино) во 2-м стане Карсунского уезда Симбирской губернии, имелось две церкви.
В 1861 году село Енгалычево (Барышево, Болятино) вошло в состав Коржевской волости .
Известно с 1863 года как село владельческое, когда здесь было учтено 252 двора
В 1918 году был создан сельсовет.
В 1924 году Енгалычево перешло из Карсунского уезда в Чеберчинскую волость Алатырского уезда. С 16 июля 1928 г. Енгалычево вошло в образовавшийся Дубенский район.

## Население
| 2002 | 2010 |
| ---- | ---- |
| 593  | ↘460 |

Постоянное население составляло 593 человека (русские 90 %) в 2002 году, 460 в 2010 году.